# 161545 Ferrando
161545 Ferrando este un asteroid din centura principală de asteroizi.

## Descriere
161545 Ferrando este un asteroid din centura principală de asteroizi. A fost descoperit pe 10 decembrie 2004 la La Cañada de Juan Lacruz. Asteroidul prezintă o orbită caracterizată de o semiaxă mare de 2,29 ua, o excentricitate de 0,18 și o înclinație de 22,9° în raport cu ecliptica.